# Eleutherodactylus goini
Eleutherodactylus goini é uma espécie de anfíbio  da família Eleutherodactylidae.
É endémica de Cuba.
Os seus habitats naturais são: florestas subtropicais ou tropicais húmidas de baixa altitude e áreas rochosas.
Está ameaçada por perda de habitat.